# Hellcat Records
Hellcat Records – niezależna wytwórnia płytowa z siedzibą w Los Angeles w Kalifornii, założona przez Tima Armstronga z zespołu Rancid. Jest częścią wytwórni płytowej Epitaph Records.
Wytwórnia ta specjalizuje się głównie w gatunkach takich jak punk rock, ska, psychobilly, hardcore, oi! czy też reggae.
Zespoły, działające obecnie lub w przeszłości w ramach Hellcat, to między innymi Rancid, HorrorPops, Nekromantix, Civet, Charged GBH, Tiger Army, The Unseen, The Creepshow, Dropkick Murphys, Roger Miret and the Disasters, U.S. Bombs czy Joe Strummer and the Mescaleros.